# Biesiec (góra)
Biesiec (niem. Todte Mann, Todter Mann, 833 m n.p.m.) – góra w Sudetach Środkowych, najwyższa kulminacja w północno-zachodniej części Gór Bystrzyckich.
Szczyt i zbocza porastają sztucznie wprowadzone lasy świerkowe z niewielką domieszką innych gatunków liściastych, głównie buka i jaworu. Góra leży na dziale wodnym. W okolicy Bieśca znajduje się ważny węzeł dróg leśnych i szlaków turystycznych: Rozdroże pod Bieścem. Przez szczyt przechodzi  szlak turystyczny prowadzący ze schroniska „Pod Muflonem” na Przełęcz Spaloną.